# Marielle Jaffe

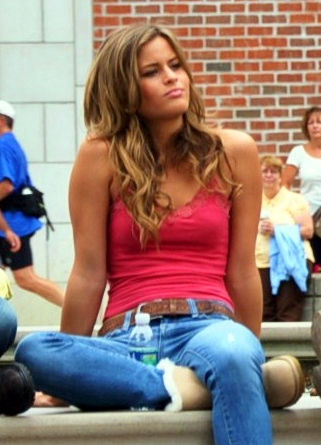
Marielle Jaffe (2010)

Marielle Jaffe (* 23. Juni 1989 in Santa Clarita (Kalifornien) als Jaclyn Marielle Jaffe) ist eine US-amerikanische Schauspielerin und Model.

## Leben und Karriere
Sie wurde im Stadtteil Valencia geboren.
Jaffe gab ihr Filmdebüt als eine der Töchter von Aphrodite in dem Film Percy Jackson – Diebe im Olymp. Im Juni 2010 wurde sie für die Rolle der Olivia Morris für den Film Scream 4 gecastet. Von 2012 bis 2013 spielte sie die wiederkehrende Rolle der Clementine in der Fernsehserie The Secret Life of the American Teenager. 2018 war sie als Rhea Steadman in dem Science-Fiction-Film Higher Power zu sehen.

## Filmografie (Auswahl)
- 2010: Percy Jackson – Diebe im Olymp (Percy Jackson & the Olympians: The Lightning Thief)
- 2010: 10 Dinge, die ich an dir hasse (10 Things I Hate About You, Fernsehserie, Episode 1x19)
- 2010: Locked Away
- 2011: Scream 4
- 2012–2013: The Secret Life of the American Teenager (Fernsehserie, 12 Episoden)
- 2014: CSI: Vegas (CSI: Crime Scene Investigation, Fernsehserie, Episode 15x07)
- 2015: About a Boy (Fernsehserie, Episode 2x13)
- 2018: Higher Power – Das Ende der Zeit (Higher Power)
- 2021: Deadly Ride
- 2024: What About Love